# Museo della Georgia Simon Janashia
Il Museo della Georgia Simon Janashia (in georgiano სიმონ ჯანაშიას სახელობის საქართველოს მუზეუმი?), precedentemente noto come Museo statale di storia della Georgia, è uno dei principali musei di storia di Tbilisi, in Georgia, che espone i principali reperti archeologici del paese.

## Storia
Il Museo è nato dal Museo del Dipartimento del Caucaso della Società Geografica Imperiale Russa, fondato il 10 maggio 1852 e trasformato nel Museo del Caucaso su iniziativa dell'esploratore tedesco Gustav Radde nel 1865. Dopo che la Georgia ha riconquistato la sua indipendenza dalla Russia (1918), il museo è stato ribattezzato Museo della Georgia nel 1919. Noe Kipiani è stato il primo direttore del museo. Gran parte della sua collezione fu evacuata dal governo georgiano in Europa dopo che i bolscevichi presero il potere nel 1921, ed è stata restituita alla Georgia sovietica grazie agli sforzi dell'emigrante georgiano Ekvtime Takaishvili nel 1945. Nel 1947, il museo prese il nome dallo storico georgiano Simon Janashia. Il Museo ha sofferto notevolmente durante gli anni delle turbolenze post-sovietiche in Georgia all'inizio degli anni '90. Fu danneggiato dapprima durante i combattimenti durante il colpo di stato militare del 1991-1992 e poi parte della sua collezione fu distrutta da un incendio. Nel 2004, il Museo Janashia è stato integrato con altri importanti musei georgiani nell'ambito di un sistema di gestione congiunto del Museo Nazionale della Georgia.
Il Museo occupa edifici cronologicamente e stilisticamente diversi nel centro di Tbilisi, con la mostra principale situata in viale Rustaveli. Quest'ultimo edificio è stato progettato nel 1910 dall'architetto Nikolaj Severov al posto di un edificio più antico di A. Zaltsman e utilizzava elementi di decorazione georgiana medievale.

## Collezioni
Il museo ospita centinaia di migliaia di manufatti dell'archeologia e dell'etnografia georgiana e caucasica. Una mostra permanente segue cronologicamente lo sviluppo della cultura materiale della Georgia dall'età del bronzo all'inizio del XX secolo. Alcuni dei reperti più preziosi del museo includono i fossili di Homo ergaster scoperti a Dmanisi; il Tesoro di Akhalgori del V secolo a.C. contenente esempi unici di gioielli, mescolando ispirazioni achemenidi con quelle locali; una collezione di circa 80000 monete, principalmente da zecche georgiane; icone e gioielli medievali portati da vari siti archeologici della Georgia; il mosaico di Shukhuti, un mosaico ritrovato nel villaggio di Shukhuti risalente al IV - V secolo a.C. e un lapidario che include una delle più ricche collezioni di iscrizioni urartee al mondo.

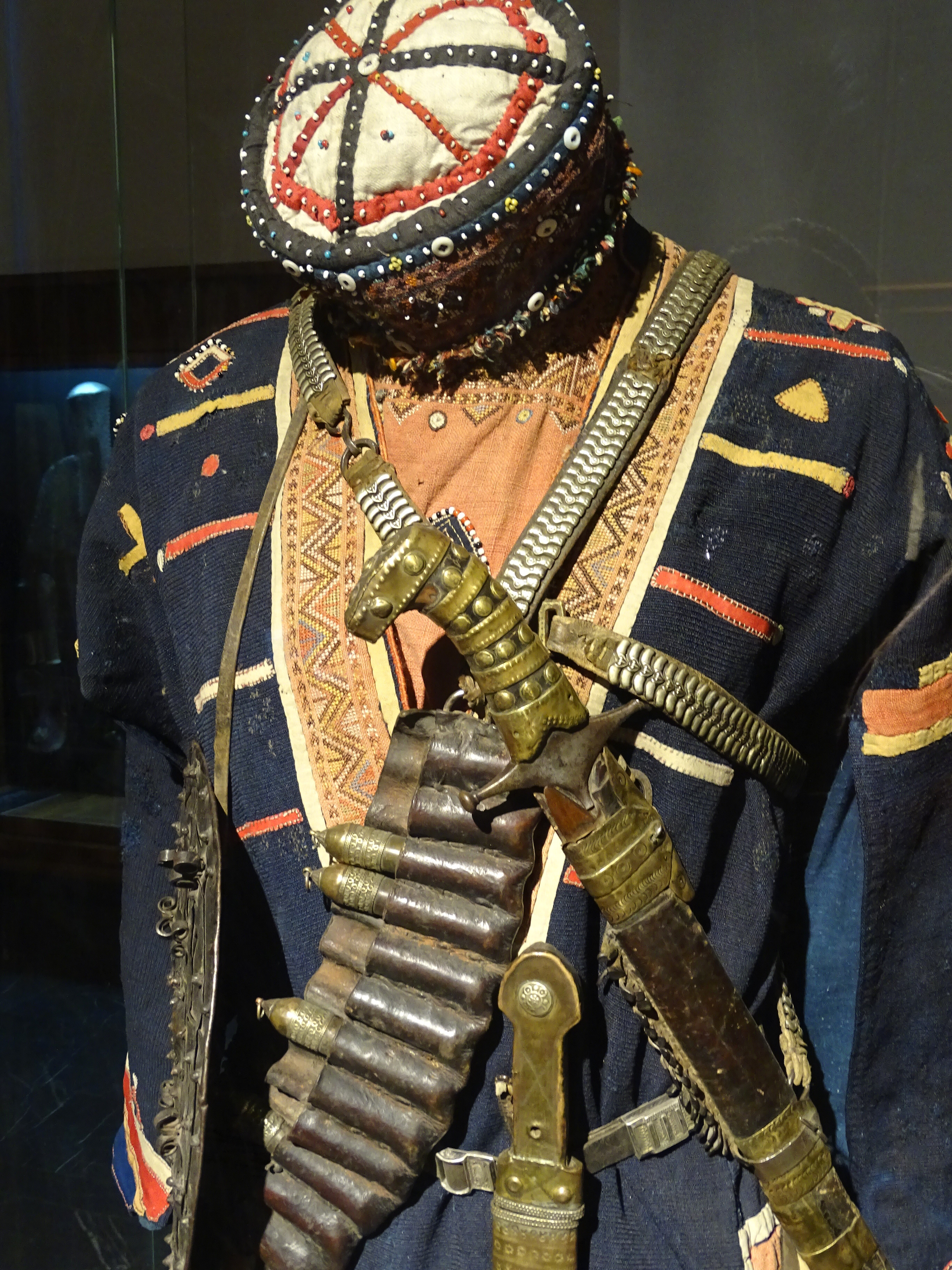
Collezione militare del museo.
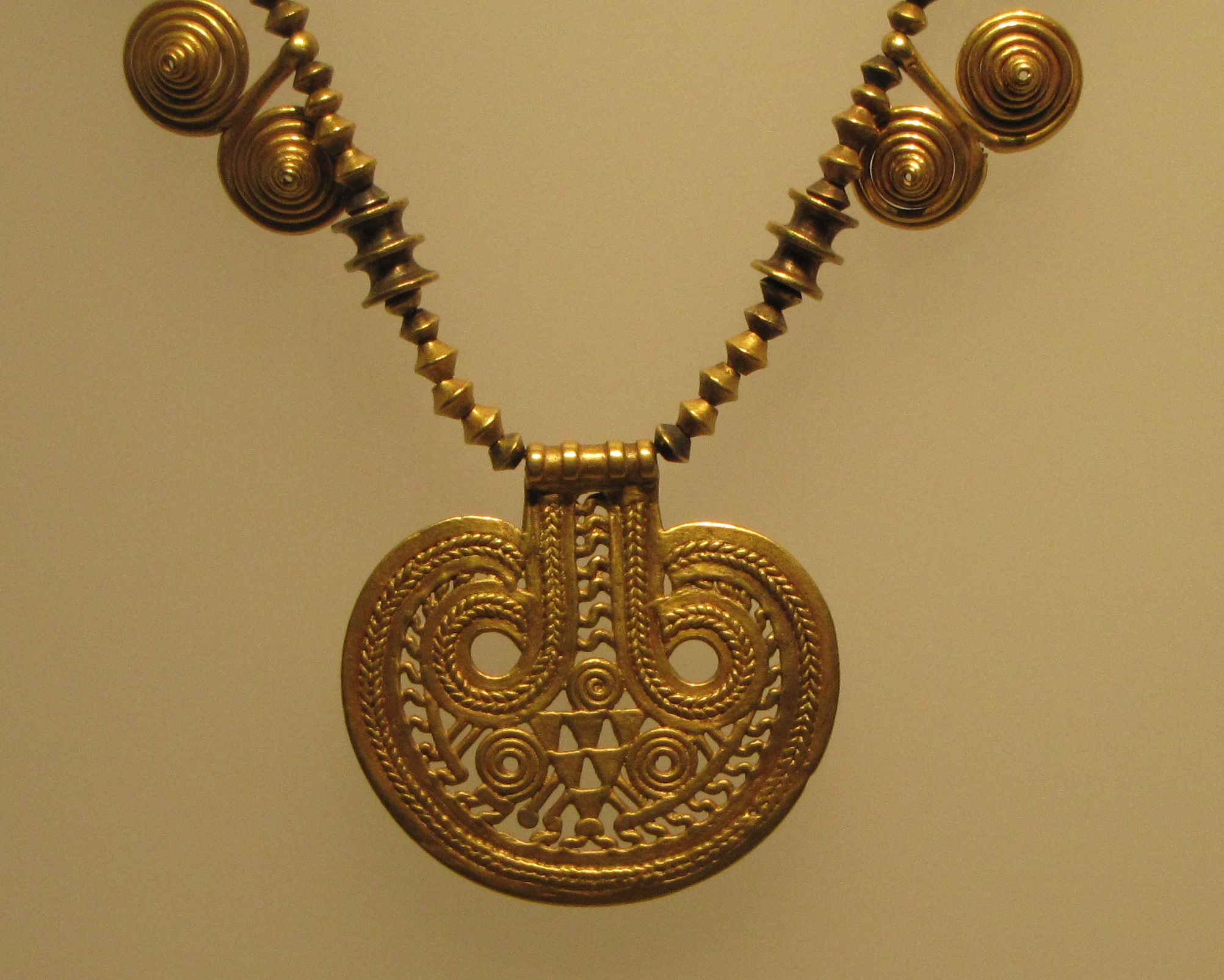
Collezione di oreficeria.
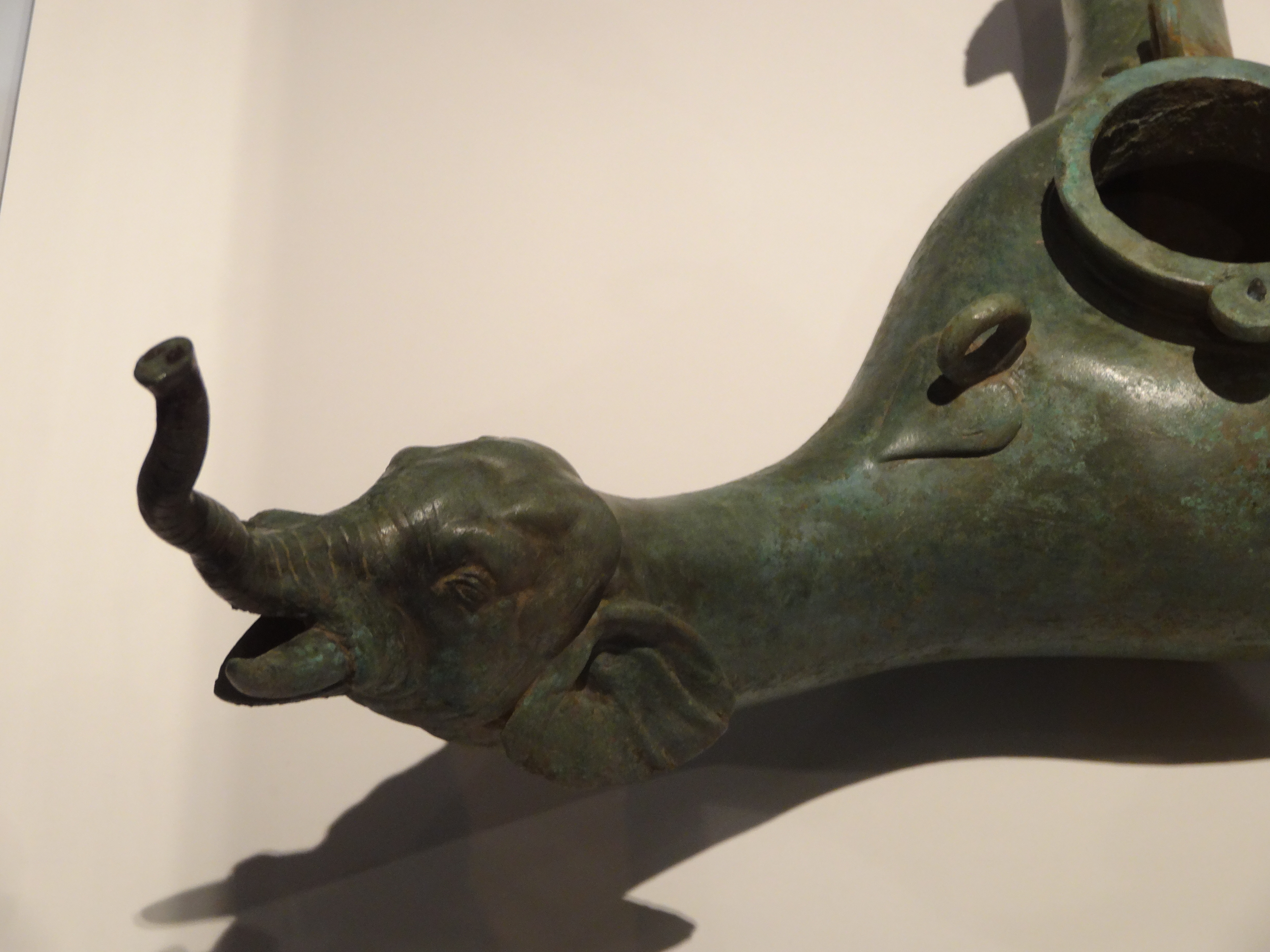
Dettaglio di un turibolo a forma di elefante
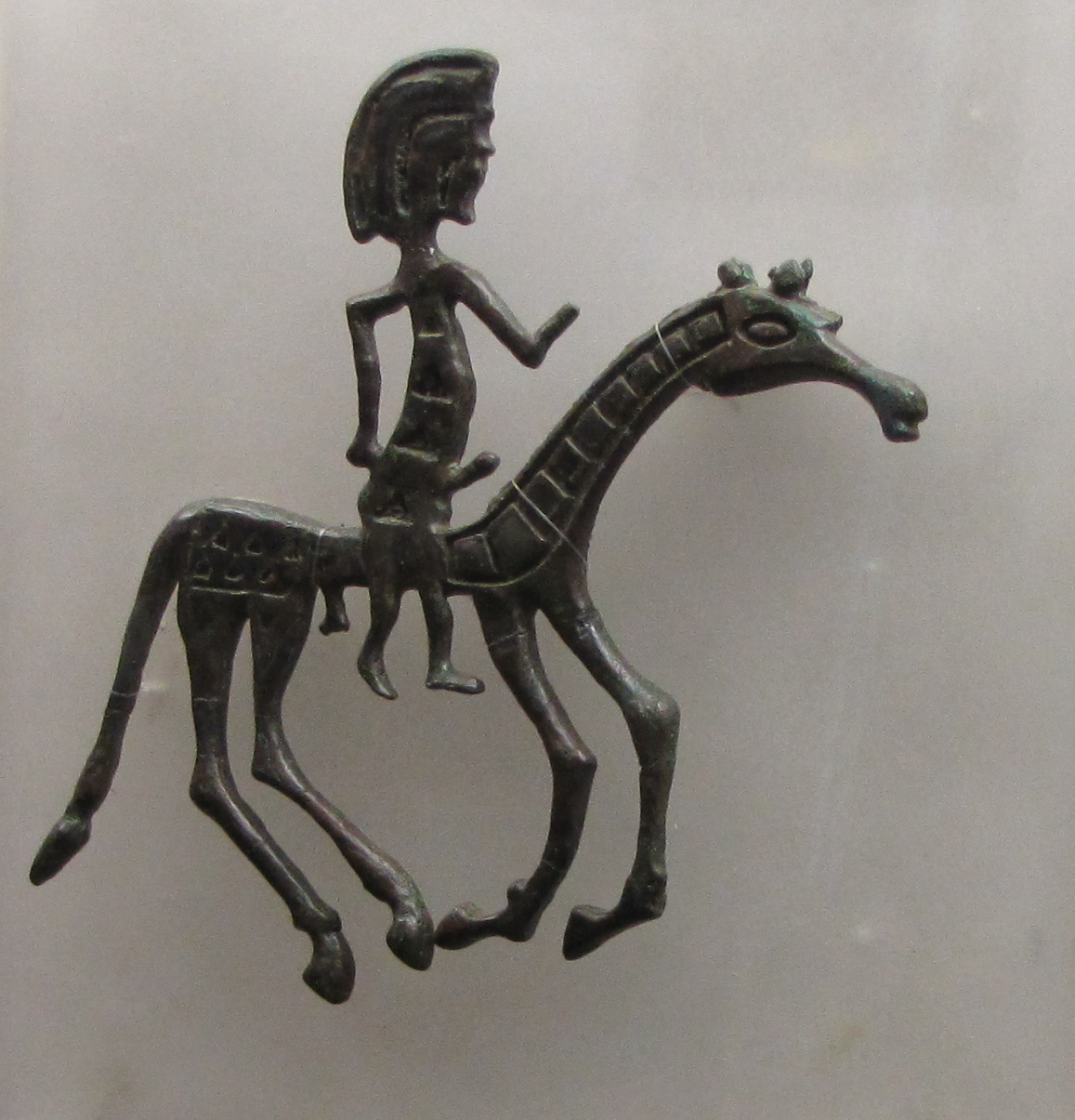
Jinete Treli, bronzo.